# Wera Arkadjewna Mitschurina-Samoilowa

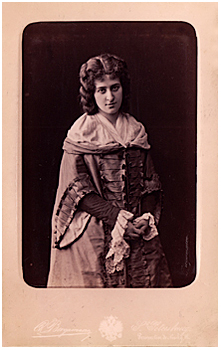
Wera Arkadjewna Mitschurina-Samoilowa (Karl Bergamasco, 1880er Jahre)

Wera Arkadjewna Mitschurina-Samoilowa, geborene Mitschurina, (russisch Вера Аркадьевна Мичурина-Самойлова; * 5. Maijul. / 17. Mai 1866greg. in St. Petersburg; † 2. November 1948 in Leningrad) war eine russische bzw. sowjetische Theaterschauspielerin und Theaterpädagogin.

## Leben
Mitschurinas Eltern waren Oberst A. M. Mitschurin und seine Frau Wera Wassiljewna geborene Samoilowa, die vor ihrer Heirat Schauspielerin des St. Petersburger Alexandrinski-Theaters war.
Die Schauspielkunst erlernte Mitschurina bei ihrer Tante, der Mezzosopranistin und Schauspielerin Nadeschda Wassiljewna Samaoilowa. Mit dem Namen Mitschurina trat sie auf der Bühne auf. Ab 1886 war sie Ensemblemitglied des Alexandrinski-Theaters. Ihr Rollenfach war die Mondäne Dame.
Nach der Oktoberrevolution leitete Mitschurina mit anderen die Schule des Russischen Dramas am Alexandrinski-Theater. Ab 1923 benutzte sie den Namen Mitschurina-Samoilowa. Ihre Erinnerungen an ein halbes Jahrhundert auf der Bühne des Alexandrinski-Theaters erschienen 1935.
Im Deutschen Angriffskrieg gegen die Sowjetunion blieb Mitschurina im blockierten Leningrad. Sie trat in Konzerten auf und beteiligte sich an Hörfunk-Sendungen. Ihre Memoiren erschienen 1946.
Mitschurina starb am 2. November 1948 in Leningrad und wurde auf dem Tichwiner Friedhof am Alexander-Newski-Kloster begraben.

## Rollen (Auswahl)
- 1886 Debüt: Wera (Pskowitjanka (Das Mädchen von Pskow), Lew Mei)[1]
- 1896: Gräfin Orsina (Emilia Galotti, Gotthold Ephraim Lessing)
- 1897: Portia (Der Kaufmann von Venedig, William Shakespeare)[2]
- 1900: Lady (Emilie) Milford (Kabale und Liebe, Friedrich Schiller)[2]
- 1916: Natalja Petrowna (Ein Monat auf dem Lande, Iwan Turgenew)[2]
- Ljubow Andrejewna Ranjewskaja (Der Kirschgarten, Anton Tschechow)[2]
- 1923: Mrs. Laura Cheveley (Ein idealer Gatte, Oscar Wilde)[2]
- 1928, 1941: Sophie Pawlowna (Verstand schafft Leiden, Alexander Gribojedow)[2]
- 1933: Polina Bardina (Feinde, Maxim Gorki)[2]
- 1936: Raissa Pawlowna Gurmyschskaj (Der Wald, Alexander Ostrowski)
- Larissa (Mädchen ohne Mitgift,  Alexander Ostrowski)
- Marja Alexandrowna Moskalewa (Onkelchens Traum nach Fjodor Dostojewskis Roman)

## Ehrungen, Preise
- Ehrenmitglied der Académie française (1900)
- Verdiente Künstlerin der Kaiserlichen Theater (1905)[7]
- Mitglied der Literatur-Stiftung (1911)
- Heldin der Arbeit (1923)
- Volkskünstlerin der RSFSR[1]
- Orden des Roten Banners der Arbeit (1936)
- Volkskünstlerin der UdSSR (1939)[6]
- Stalinpreis I. Klasse (1943) mit einem Preisgeld von 100.000 Rubel, das Mitschurina der Stiftung für die Verteidigung Leningrads übergab[6]
- Medaille „Für heldenmütige Arbeit im Großen Vaterländischen Krieg 1941–1945“
- Medaille „Für die Verteidigung Leningrads“
- Leninorden (1946)